# Município de Union (condado de Madison, Ohio)
O município de Union (em inglês: Union Township) é um município localizado no condado de Madison no estado estadounidense de Ohio. No ano de 2010 tinha uma população de 6.246 habitantes e uma densidade populacional de 62,12 pessoas por km².

## Geografia
O município de Union encontra-se localizado nas coordenadas 39° 52′ 28″ N, 83° 27′ 36″ O. Segundo o Departamento do Censo dos Estados Unidos, o município tem uma superfície total de 100.55 km², da qual 100.02 km² correspondem a terra firme e (0.53%) 0.53 km² é água.

## Demografia
Segundo o censo de 2010, tinha 6.246 habitantes residindo no município de Union. A densidade populacional era de 62,12 hab./km². Dos 6.246 habitantes, o município de Union estava composto pelo 64.43% brancos, o 34.1% eram afroamericanos, o 0.18% eram amerindios, o 0.26% eram asiáticos, o 0.05% eram insulares do Pacífico, o 0.59% eram de outras raças e o 0.4% pertenciam a duas ou mais raças. Do total da população o 1.47% eram hispanos ou latinos de qualquer raça.